# Rachael Henley
Rachael Henley (* 1. März 1988 in Ilkley, West Yorkshire, England, Vereinigtes Königreich) ist eine britische Filmschauspielerin.

## Leben
Ihre jüngere Schwester Georgie Henley ist ebenfalls als Schauspielerin tätig. Im Jahr 2006 absolvierte sie die Bradford Grammar School. 2007 wurde sie an die Central School of Speech and Drama in London aufgenommen.
Ihr Debüt als Schauspielerin gab sie als ältere Version der Lucy Pevensie, welche von ihrer Schwester gespielt wurde, in Die Chroniken von Narnia: Der König von Narnia. In Perfect Sisters war sie ebenfalls neben Georgie zu sehen. In jenem Film konnte man auch ihre Schwester Laura Henley sehen.

## Filmografie
- 2005: Die Chroniken von Narnia: Der König von Narnia (The Chronicles of Narnia: The Lion, the Witch and the Wardrobe)
- 2010: Confession
- 2013: The Code (Kurzfilm)
- 2014: Perfect Sisters